# Europski tjedan
Europski tjedan je manifestacija u Hrvatskoj kojom se obilježava 5. svibnja 1949. godine, dan osnivanja Vijeća Europe i 9. svibnja 1950., dan potpisivanja tzv. Schumanove deklaracije koji se u Europskoj uniji obilježava kao Dan Europe. Europski tjedan je u organizaciji Ministarstva vanjskih poslova i europskih integracija Republike Hrvatske.
Europski tjedan svake godine uključuje niz različitih događanja u kojima sudjeluju županijski savjeti za europske integracije, lokalne nevladine udruge i pojedinci, tijela državne uprave, osnovne i srednje škole, kao i vodeća hrvatska poduzeća čiji doprinos i zalaganje u velikoj mjeri pridonose uspjehu cijelog projekta. Svake godine manifestacija sve više dobiva na značenju, a sve više ljudi odlučuje se za doprinos istoj.